# Estreito de Barrow

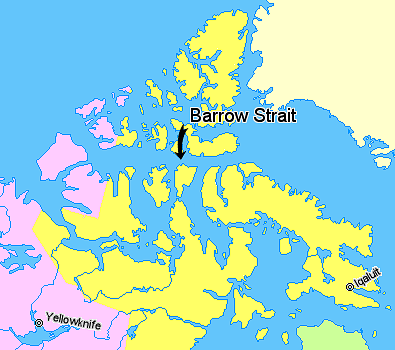
Localização do estreito de Barrow

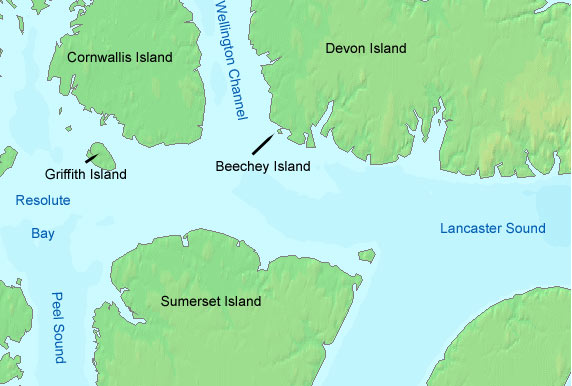
Mapa da zona central-oriental do estreito de Barrow

Estreito de Barrow (em inglês:  Barrow Strait) é um estreito no norte do Canadá, no centro da Passagem do Noroeste. As águas administrativas e as suas praias pertencem a Nunavut. 
O estreito está localizado na parte central do Arquipélago Ártico Canadiano, separando várias grandes ilhas: a norte, a ilha Devon, a ilha Cornwallis e a ilha Bathurst; a sul, a ilha Somerset e a ilha do Príncipe de Gales.

## Geografia
Está na parte central do canal de Barrow e prossegue o Lancaster Sound, na sua confluência com o estreito do Príncipe Regente. A entrada oriental está delimitada por uma linha entre o cabo Hurd (passada a baía Maxwell, na ilha Devon) e o cabo Clarence (na ilha Somerset), com uma largura de 45 km, assinalando o seu início a ilha do Príncipe Leopold, na margem meridional. Finaliza nas águas do Viscount Melville Sound, sendo os limites da sua entrada ocidental, de 106 km de largura, uma linha entre o cabo Cockburn (na ilha Bathurst) e a ponta Milne (na ilha do Príncipe de Gales). O estreito tem um comprimento total de 270 km, e uma largura que varia entre os 30 km e os 70 km. As suas águas são muito profundas.
Percorrendo o estreito de este a oeste, na sua margem norte situam-se sucessivamente: a costa meridional da ilha Devon, do cabo Hurd, cabo Richard, até ao cabo Riley; as águas do canal de Wellington; a costa meridional da ilha Cornwallis, desde o cabo Holtham, com o cabo Dungeness, a localidade de Resolute, o cabo Martyr, a ilha de Griffith, e o cabo Airy; as águas do McDougall Sound; a costa meridional da ilha Bathurst, desde o cabo Capel ao cabo Cockburn, que assinala o fim do estreito e o início do Viscount Melville Sound.

## História
As águas do estreito de Barrow foram navegadas pela primeira vez pelos ocidentais na segunda expedição (1819-20) ao ártico do explorador britânico e capitão da Royal Navy, William Edward Parry, em busca da desejada Passagem do Noroeste. Parry, que já tinha estado no ártico com John Ross, conseguiu o comando de uma nova expedição ártica formada por dos barcos, o HMS Hecla, de 375 ton., sob seu comando, e o HMS Griper, de 180 ton., sob comando do tenente Liddon.

## Fauna
Na zona do estreito de Barrow habitam a raposa-do-ártico, aves, ursos-polares, focas-aneladas, e ao longo dos limites do gelo, baleias, perto da ilha Leopold. Quando o tempo consolida o gelo na parte central e ocidental do estreito proporciona-se uma ponte para a passagem migratória dos caribus.